# The Best of the Blues
The Best of the Blues — conocido también como Walking By Myself - The Best of the Blues — es un álbum recopilatorio del guitarrista norirlandés de blues rock y hard rock Gary Moore, publicado en 2002 a través de Virgin Records. Cuenta con dos discos, el primero abarca las mejores canciones blueseras tomadas de los álbumes Still Got the Blues de 1990, After Hours de 1992, Blues for Greeny de 1995 y del directo Blues Alive. Mientras que el segundo disco está compuesto con temas grabados en vivo en distintos lugares del mundo y que además cuenta con la participación de los músicos Albert Collins, Albert King y B.B. King como artistas invitados.
Alcanzó el puesto 12 en la lista Top Blues Albums de los Estados Unidos y la posición 112 en los UK Albums Chart del Reino Unido.

## Lista de canciones

### Disco uno
| N.º | Título                              | Duración |  |
| 1.  | «Walking By Myself»                 | 2:55     |  |
| 2.  | «Oh, Pretty Woman»                  | 4:24     |  |
| 3.  | «Still Got the Blues (For You)»     | 6:10     |  |
| 4.  | «Separate Ways»                     | 4:54     |  |
| 5.  | «Since I Met You Baby»              | 2:51     |  |
| 6.  | «Stoy of the Blues»                 | 4:34     |  |
| 7.  | «All Your Love»                     | 3:40     |  |
| 8.  | «Too Tired»                         | 2:50     |  |
| 9.  | «Need Your Love So Bad»             | 4:06     |  |
| 10. | «Midnight Blues»                    | 4:58     |  |
| 11. | «King of the Blues»                 | 4:34     |  |
| 12. | «Jumpin' at Shadows»                | 4:20     |  |
| 13. | «Texas Strut»                       | 4:49     |  |
| 14. | «Moving On»                         | 2:38     |  |
| 15. | «Stop Messin' Around»               | 3:52     |  |
| 16. | «Parisienne Walkways '93» (en vivo) | 5:02     |  |
| 17. | «The Supernatural»                  | 3:00     |  |

### Disco dos
Todas las canciones están grabadas en vivo.

| N.º | Título                          | Duración |  |
| 1.  | «Caldonia»                      | 5:35     |  |
| 2.  | «You Don't Love Me (No No No)»  | 4:17     |  |
| 3.  | «Key to Love»                   | 2:20     |  |
| 4.  | «The Thrill is Gone»            | 8:43     |  |
| 5.  | «Stormy Monday»                 | 10:17    |  |
| 6.  | «Cold, Cold Feeling»            | 7:18     |  |
| 7.  | «Further Up the Road»           | 5:49     |  |
| 8.  | «The Stumble»                   | 3:00     |  |
| 9.  | «Oh, Pretty Woman»              | 4:07     |  |
| 10. | «Walking By Myself»             | 4:10     |  |
| 11. | «Too Tired»                     | 3:40     |  |
| 12. | «Still Got the Blues (For You)» | 6:50     |  |
| 13. | «All Your Love»                 | 3:54     |  |
| 14. | «Midnight Blues»                | 6:58     |  |